# Давидков, Виктор Иосифович
Виктор Иосифович Давидков (4 (17) августа 1913 года, с. Васильевка, ныне город в Запорожской области — 2 июля 2001 года, Москва) — советский военный лётчик-ас истребительной авиации и военачальник, генерал-полковник авиации (7.05.1960). Герой Советского Союза (6.06.1942).

## Молодость и начало военной службы
Виктор Иосифович Давидков родился 4 (17) августа 1913 года в селе Васильевка, ныне город Запорожской области Украины, в семье рабочего. Окончил семь классов и школу ФЗУ в Запорожье в 1932 году, после чего работал слесарем-механиком на Запорожском алюминиевом комбинате. В июне 1932 года был призван на срочную службу и направлен в Морские силы Балтийского моря. Однако уже в октябре этого года краснофлотец Давидков был по болезни демобилизован. Жил в городе Родники Ивановской Промышленной области, работал слесарем-механиком на фабрике «Большевик».
В 1933 году был повторно призван в ряды Красную Армию. В 1935 году окончил 14-ю военную школу лётчиков в городе Энгельс. По окончании с декабря 1935 году служил военным пилотом 117-й истребительной авиационной эскадрильи 92-й авиационной бригады ВВС Московского военного округа, которая располагалась в городе Люберцы. В мае 1938 года вся эскадрилья была переведена в состав Приморской группы войск Особой Краснознамённой Дальневосточной армии. В июле 1938 года командовал звеном 40-го истребительного авиационного полка там же. В его составе лейтенант Давидков принимал участие в боях у озера Хасан в 1938 году. С 1938 года член ВКП(б).
С апреля 1939 года — инструктор по технике пилотирования 53-го истребительного авиационного полка ВВС 1-й Краснознамённой армии на Дальнем Востоке. В начале 1940 года зачислен командиром звена в 80-й истребительный авиационный полк ВВС 9-й армии. Участвовал в советско-финской войне с февраля по март 1940 года, совершил более 30 боевых вылетов, в основном на штурмовку скоплений войск и боевой техники противника в боях на ребольском направлении. На этой войне получил свою первую награду — орден Красного Знамени.
С марта 1940 года служил в 131-м истребительном авиационном полку ВВС Одесского военного округа: инструктор-лётчик по технике пилотирования, с апреля 1941 командир эскадрильи, с апреля 1941 заместитель командира полка.

## Великая Отечественная война
Великую Отечественную войну встретил в этой должности, в рядах полка сражался с первого дня войны в составе 20-й смешанной авиационной дивизии (ВВС 9-й армии, Южный фронт). Капитан Давидков 10 июля сбил на истребителе И-16 сразу два немецких Ме-109 в одном бою, а на следующий день — ещё один. Участвовал в приграничном сражении в Молдавии и в Тираспольско-Мелитопольской оборонительной операции. К середине сентября 1941 года совершил 186 боевых вылетов (в том числе 68 на штурмовку и 12 на разведку), в 29 воздушных боях сбил 6 самолётов врага лично и 2 в группе. За эти подвиги представлен к званию Героя Советского Союза.
Указом Президиума Верховного Совета СССР «О присвоении звания Героя Советского Союза начальствующему составу Военно-воздушных сил Красной Армии» от 6 июня 1942 года за «образцовое выполнение боевых заданий командования на фронте борьбы с немецкими захватчиками и проявленные при этом отвагу и геройство» удостоен звания Героя Советского Союза с вручением ордена Ленина и медали «Золотая Звезда» (№ 850).
С 1 ноября 1941 года после гибели командира полка подполковника Леонида Гончарова, капитан Давидков назначен исполняющим обязанности командира 131-го истребительного авиационного полка (позднее был утверждён в этой должности). Во главе полка сражался в Донбасско-Ростовской оборонительной, в Ростовской и Барвенково-Лозовской наступательных операциях, а также в Харьковском сражении. С июля 1942 года на Закавказском фронте участвовал в битве за Кавказ. За 1942 год полк под его командованием сбил 102 немецких самолёта, потеряв 43 своих. Сам командир полка сбил ещё 4 вражеских самолёта лично и 1 в группе. В декабре 1942 года направлен на учёбу.
В июле 1943 года окончил курсы усовершенствования командиров и начальников штабов авиадивизий при Военной академии командного и штурманского состава ВВС РККА. С июля 1943 года командовал 32-м гвардейским истребительным авиационным полком, сменив на этой должности прежнего командира полка полковника Василия Сталина. Полк входил в 3-ю гвардейскую истребительную авиадивизию 15-й воздушной армии и сражался на Брянском фронте. Участвовал в Курской битве и Брянской наступательной операции.
6 декабря 1943 года гвардии полковник Давидков был назначен на должность командира 8-й гвардейской истребительной авиационной дивизии (5-й истребительный авиационный корпус, 2-я воздушная армия, 1-й Украинский фронт). Дивизия под командованием Виктора Иосифовича Давидкова отличились в ходе Проскуровско-Черновицкой, Львовско-Сандомирской, Сандомирско-Силезской, Верхне-Силезской и Нижне-Силезской, Берлинской и Пражской наступательных операциях.
В ходе войны полковник Виктор Давидков выполнил 434 боевых вылета, принял участие в 50 воздушных боях, в которых сбил 13 лично и в группе 3 самолётов противника. В литературе часто указывается и более высокое количество одержанных им побед, например в труде «Великая Отечественная. Комдивы», указаны 21 личная и 2 групповые победы, а в мемуарах А. Г. Рытова — 20 личных и 2 групповые победы.

## Послевоенная служба
После войны также командовал 8-й гвардейской истребительной авиационной дивизией. В августе 1947 года назначен командиром 11-го Кенигсбергского истребительного авиационного корпуса 15-й воздушной армии Прибалтийского военного округа. С января 1950 года учился в академии.
25 апреля 1951 года досрочно окончил Высшую военную академию имени К. Е. Ворошилова, тогда же назначен заместителем командующего 54-й воздушной армией в Дальневосточном военном округе. С сентября 1951 года служил командующим войсками Приморского приграничного района воздушной обороны — заместителем командующего 54-й воздушной армией. С января 1953 года — командующий 37-й воздушной армией (Северная группа войск (Польша)). С ноября 1959 года был командующим 76-й воздушной армией Ленинградского ВО. В 1962—1963 годах находился в служебной командировке на Кубе в должности заместителя командующего Группой советских войск на Кубе по военно-воздушным силам (Операция «Анадырь»). Последние вылеты Виктор Иосифович Давидков совершил на реактивном самолёте-истребителе «МиГ-21», находясь на Кубе. С августа 1963 года — вновь командующий 76-й ВА, с апреля по июль 1964 года — начальник авиации Ленинградского военного округа. С августа 1964 года — первый заместитель командующего Дальней авиацией. С сентября 1968 года — заместитель начальника Военно-воздушной академии имени Ю. А. Гагарина по учебной и научной работе. Кандидат военных наук (1972 г.). Был удостоен звания «Заслуженный военный лётчик СССР».
В июле 1977 года генерал-полковник авиации В. И. Давидков вышел в отставку. Жил в Москве.
Указом Президента Российской Федерации от 25 апреля 1995 года № 413 генерал-полковник в отставке В. И. Давидков награждён орденом Жукова.
Умер 2 июля 2001 года. Похоронен на Кунцевском кладбище (участок 10).

## Воинские звания
- старшина — 10.12.1935[8];
- лейтенант — 25.05.1938[8];
- старший лейтенант — 13.01.1939;
- капитан — 19.11.1940;
- майор — 5.11.1941;
- подполковник — 21.01.1943;
- полковник — 4.02.1944;
- генерал-майор авиации — 11.05.1949;
- генерал-лейтенант авиации — 8.08.1955;
- генерал-полковник авиации — 7.05.1960[9].

## Награды
- Медаль «Золотая Звезда» Героя Советского Союза № 850 (06.06.1942).
- Орден Жукова № 3 (25.04.1995).
- Два ордена Ленина (05.11.1941, 06.06.1942).
- Четыре ордена Красного Знамени (21.05.1940, 11.04.1945, 3.11.1953, 1.10.1963).
- Орден Суворова 2-й степени (29.05.1945).
- Орден Кутузова 2-й степени (11.08.1944).
- Орден Александра Невского (30.08.1943).
- Орден Отечественной войны 1-й степени (06.04.1985).
- Два ордена Красной Звезды (20.06.1949, 16.08.1983).
- Орден «За службу Родине в Вооружённых Силах СССР» 3-й степени (30.04.1975).
- Медаль «За боевые заслуги»
- Медаль «За оборону Одессы»
- Медаль «За взятие Берлина»
- Медаль «За освобождение Праги»
- Ряд других медалей СССР.
- Заслуженный военный лётчик СССР (16.08.1968).

Награды иностранных государств
- Орден Белого льва II степени (ЧССР, 05.05.1975).
- Чехословацкий Военный крест 1939—1945 годов (ЧССР).
- Кавалер рыцарского креста ордена Возрождения Польши (Польша, 06.10.1973).
- Орден Государственного флага III степени (КНДР).
- Медаль «20 лет Словацкому Национальному Восстанию» (ЧССР).
- Медаль «30 лет освобождения Чехословакии Советской Армией» (ЧССР, 29.08.1974).
- Медаль «20-я годовщина штурма казарм Монкада» (Куба).
- Медаль «Воин-интернационалист» I степени (Куба, 26.05.1988).
- Медаль «Китайско-советская дружба».